# Trzeci rząd Helmuta Schmidta
Trzeci rząd Helmuta Schmidta – koalicyjny gabinet SPD i FDP działający od 6 listopada 1980 do 1 października 1982, powołany do życia na skutek wyborów wygranych przez centrolewicową koalicję. Po opuszczeniu 17 września 1982 koalicji przez FDP był przez ostatnie dwa tygodnie swojego funkcjonowania jedynym w historii jednopartyjnym rządem SPD. Rząd upadł w rezultacie konstruktywnego wotum nieufności, a nowym kanclerzem został wówczas polityk CDU Helmut Kohl.
| Funkcja                                                                   | Imię i nazwisko                                                                    | Partia  |
| ------------------------------------------------------------------------- | ---------------------------------------------------------------------------------- | ------- |
| Bundeskanzler – Kanclerz Federalny                                        | Helmut Schmidt                                                                     | SPD     |
| Stellvertreter des Bundeskanzlers – Wicekanclerz Federalny                | Hans-Dietrich Genscher (do 17 września 1982) Egon Franke (od 17 września 1982)     | FDP SPD |
| Minister spraw zagranicznych                                              | Hans-Dietrich Genscher (do 17 września 1982) Helmut Schmidt (od 17 września 1982)  | FDP SPD |
| Minister spraw wewnętrznych                                               | Gerhart Baum (do17 września 1982) Jürgen Schmude (od 17 września 1982)             | FDP SPD |
| Minister sprawiedliwości                                                  | Hans-Jochen Vogel (do 17 września 1982) Jürgen Schmude (od 17 września 1982)       | SPD     |
| Minister finansów                                                         | Hans Matthöfer (do 28 kwietnia 1982) Manfred Lahnstein (od 28 kwietnia 1982)       | SPD     |
| Minister gospodarki i technologii                                         | Otto Graf Lambsdorff (do 17 września 1982) Manfred Lahnstein (od 17 września 1982) | FDP SPD |
| Minister rolnictwa, polityki żywnościowej i ochrony konsumentów           | Josef Ertl (do 17 września 1982) Björn Engholm (od 17 września 1982)               | FDP SPD |
| Minister do spraw wewnątrzniemieckich                                     | Egon Franke                                                                        | SPD     |
| Minister pracy i polityki społecznej                                      | Herbert Ehrenberg (do 28 kwietnia 1982) Heinz Westphal (od 28 kwietnia 1982)       | SPD     |
| Minister obrony                                                           | Hans Apel                                                                          | SPD     |
| Minister ds. rodziny, starszych obywateli, kobiet i młodzieży             | Antje Huber (do 28 kwietnia 1982) Anke Fuchs (od 28 kwietnia 1982)                 | SPD     |
| Minister transportu i budownictwa                                         | Volker Hauff                                                                       | SPD     |
| Minister poczty i telekomunikacji                                         | Kurt Gscheidle (do 28 kwietnia 1982) Hans Matthöfer (od 28 kwietnia 1982)          | SPD     |
| Minister ds. zagospodarowania przestrzennego, budownictwa i rozwoju miast | Dieter Haack                                                                       | SPD     |
| Minister ds. badań naukowych                                              | Andreas von Bülow                                                                  | SPD     |
| Minister edukacji i nauki                                                 | Jürgen Schmude (do 28 stycznia 1981) Björn Engholm (od 28 stycznia 1981)           | SPD     |
| Minister ds. współpracy gospodarczej i rozwoju                            | Rainer Offergeld                                                                   | SPD     |